# 哀しみ通せんぼ
「哀しみ通せんぼ」（かなしみとおせんぼ）は、1978年2月5日発売の大塚博堂の4枚目のシングルである。同日発売の3枚目のアルバム『もう少しの居眠りを』に収録されている。

## エピソード
同年2月13日にはフジテレビ系列「夜のヒットスタジオ」に初出演、同曲を演奏した（なお、小柳ルミ子も同日出演している）。

## カバー
小柳ルミ子が、リサイタルで歌い、LP『やさしさということ』に収録されている。

## 収録曲
（全作曲：大塚博堂）
1. 哀しみ通せんぼ
作詞：るい／編曲：船山基紀
2. 翌朝
作詞：藤公之介／編曲：馬飼野康二